# 나카무라 시게카즈
나카무라 시게카즈(일본어: 中村 重和, 1958년 7월 30일 ~ )는 일본의 전 축구 선수, 감독이다.

## 구단 경력
1981년부터 1991년까지 일본 사커 리그의 마쓰다에서 뛰었다. 1987년에 천황배 준우승.

## 지도자 경력
은퇴 후에는 마쓰다(산프레체 히로시마)의 코치를 거쳐, 2002년 8월 아비스파 후쿠오카의 감독으로 취임하였다.